# Bobtail
Der Old English Sheepdog, auch Bobtail genannt, ist eine von der FCI anerkannte britische Hunderasse (FCI-Gruppe 1, Sektion 1, Standard Nr. 16).

## Herkunft und Geschichtliches
Der Name Bobtail bedeutet so viel wie „Stummelschwanz“, doch die offizielle Rassebezeichnung ist Old English Sheepdog (abgekürzt: OES), also Altenglischer Schäferhund. Er gehört zur sogenannten Collie-Clade, d. h., er ist mit britischen Hütehunden verwandt und
wird in den historischen Quellen als sogenannter Drover’s Dog oder Cur bezeichnet, was für alle Hunde zutraf, die vorwiegend von Viehtreibern genutzt wurden. Dabei wird er immer wieder mit struppigem Fell und ohne Rute, aber als sehr intelligent beschrieben.
Der „Stummelschwanz“ ist eine natürlich auftretende Mutation, bei der Teile der Schwanzknochen schon bei der Entwicklung im Mutterleib oder kurz nach der Geburt absterben oder gar nicht erst ausgebildet werden. Diese Mutation vererbt sich und ist in einigen Rassen voll akzeptiert. Tatsächlich war die Brachyurie (der Fachbegriff dafür) einst in ganz Nordeuropa verbreitet, wurde aber durch die gezielte Zucht selten.
Im England des 17. Jahrhunderts wurde den armen Kleinbauern vom Adel gern Wilderei unterstellt. So kam es, dass man ein Gesetz erließ, das die Haltung von Hunden besteuerte, aber Arbeitshunde davon befreite. Als Arbeitshunde wurden jene definiert, die einen Stummelschwanz oder gar keine Rute hatten. Die Folge war, dass jeder, der Steuern sparen wollte, seinen Hund mit stummelschwänzigen Drovers kreuzte und als Arbeitshund ausgab. Selbst kurzbeinige Rassen, die zum Hüten völlig ungeeignet sind, waren davon betroffen, wie einige stummelschwänzige Corgies bezeugen. Später ging man zum Kupieren über, bis der Tierschutz diese Praxis beendete.
Als der Bedarf an Fleisch und Wolle in den Großstädten Englands stieg, entstanden Viehmärkte, zu denen die Bauern ihre Tiere trieben. Youatt berichtet 1842 davon, dass Viehtreiber damals gern schottische Sheepdogs einkreuzten, um den Droverdogs mehr Durchsetzungskraft, Größe und Ausdauer für das Treiben unterschiedlicher Tiere zu verleihen.
Die Händler und Fleischer aus den Großstädten besuchten diese Märkte, kauften ganze Herden und überließen es den beauftragten Viehtreibern, sie abzuliefern. So zogen jedes Jahr Tausende von Herden durchs Land. Auf dem Höhepunkt um 1840 gab es wochenlange Viehtriebe, die von Schottland bis nach London führten. Hunde, die diese Strapazen aushielten, waren sehr widerstandsfähig, häufig verfilzt und schmutzig, aber auch überraschend eigenständig, treu und klug. Es gibt viele alte Geschichten, wo sie ihren Viehtreibern Ärger ersparten, indem sie die Herden vor Unwetter und Dieben schützten oder sie völlig allein vorwärts trieben.
Berühmt-berüchtigt war der Smithfield Market vor den Toren Londons, von wo aus die Herden schon zur Hanse-Zeit zu ihren Bestimmungsorten, den Schlachthöfen Londons oder dem Überseehafen gingen. Dort trafen im 19. Jahrhundert tausende von Hunden aus dem gesamten Königreich aufeinander, einschließlich Irland, Schottland und den kontinentalen Häfen von Le Havre, Hamburg, Amsterdam, Rotterdam und Antwerpen. Die Hunde wurden oft gleich mit den Herden verkauft und so gelangten auch belgische und deutsche Shepherds als Wächter auf diese Märkte. Dazu kamen sogenannte Ban-Dogs oder Bullenbeißer wie die englische Bulldogge auf, weil man glaubte, gestresste Stiere würden das Fleisch besser machen.
Gelegenheit macht Liebe, das galt wohl auch für die Hunde, von denen nicht wenige als Sheepdogs in die Kolonien gelangten und der Einfachheit halber als Smithfield bezeichnet wurden. Ihre frühen Vorfahren waren sicherlich mal mittelalterliche lokale Hütehunde, aber erst die Geschichte der letzten 300 Jahre hat sie zu dem gemacht, was sie heute sind.
Nachdem ab 1840 die Eisenbahn die langen Viehtransporte übernommen hatte, wurden aus den Viehtreibern wieder Kleinpächter, die ihre Hunde schätzten.
Als die ersten Bobtails 1877 in die Zuchtbücher des englischen Kennelclubs aufgenommen wurden, begann die gezielte Zucht und zehn Jahre später wurde der Old English Sheepdog Club gegründet, der den Rassestandard festlegte. Bobtails wurden in die ganze Welt exportiert und haben dort vermutlich zu neuen Rassen beigetragen wie z. B. dem patagonischen Schäferhund.

## Beschreibung
Durch sein üppiges Fell wirkt der Bobtail größer und massiger, als er ist: Hündinnen haben eine Schulterhöhe von mindestens 56 cm und Rüden von 61 cm, die FCI legt kein Gewicht fest. Das Haar ist von guter, reichhaltiger, harter Struktur, nicht gerade, sondern zottig und frei von Locken, in jeder Schattierung von grau, angegraut oder blau. Rumpf und Hinterläufe sind durchgehend einfarbig, dabei mit weißen „Socken“ oder auch ohne. Die Unterwolle bildet ein wasserfestes Flor. Die Ohren sind klein und flach, an den Seiten des Kopfes getragen. Bei manchen Hunden ist die Stummelrute angeboren, wurde früher auch kupiert. Das Kupieren ist in vielen Ländern Europas verboten. Der größte Teil der Hunde sollte also eine normale, unauffällige Rute haben.
Bobtails werden als Haus- und Begleithunde oder als Hütehunde eingesetzt.

## Wesen
Als ehemaliger Herdenschutzhund bewacht der Bobtail alles ihm Anvertraute, ist aber sehr viel anpassungsfähiger und kommt gut mit Veränderungen klar. Als ehemaliger Arbeitshund braucht er Beschäftigung und viel Bewegung, aber auch Kopfarbeit liegt ihm. Er braucht eine konsequente Erziehung, nimmt aber hartes Vorgehen übel; auch darf der Mensch nicht erwarten, dass er alles sofort und unbedingt befolgt. Das Wesen dieser Rasse kann als intelligent, sozial und anpassungsfähig bezeichnet werden.

## Gesundheit
Der Bobtail ist vom MDR1-Defekt betroffen. Bis 2011 war keine homozygote Ausprägung des Defekts bei einem Bobtail bekannt, dennoch können betroffene Tiere Überempfindlichkeiten entwickeln (siehe Artikel zum MDR1-Defekt). Zudem erkrankt er häufiger an einer Hypothyreose (Schilddrüsenunterfunktion).